# 골든트레블리
골든트레블리(Gnathanodon speciosus)는 전갱이목 전갱이과에 속하는 물고기이다. 몸길이는 1.2m인 대형어류에 속한다.

## 특징과 먹이
골든트레블리는 매우 아름다운 색을 가진 물고기로서 배부분과 지느러미가 아름다운 노란색을 가진 물고기이다. 검은색의 줄무늬도 가지고 있으며 성어가 되면 청록색도 같이 추가가 되는 물고기이다. 골든트레블리는 전갱이과의 어류 중에서 가장 아름다운 몸을 가지고 있기 때문에 바닷물고기 중에선 관상어로도 인기가 있고 아쿠아리움에서도 전시가 되는 물고기이며 또한 군영을 이루며 다니는 것이 매우 아름다운 물고기 중에 하나이다. 먹이로는 멸치, 청어, 정어리와 같은 작은물고기와 오징어와 같은 두족류, 새우와 같은 갑각류를 먹는 육식성 물고기이다.

## 서식지
골든트레블리의 주요한 서식지는 태평양, 인도양, 홍해이며 파나마부터 동아프리카까지 분포해 있다. 수심 0~100m의 산호초나 연안에서 사는 표해수대의 어류이다.

## 같이 보기
- 전갱이목
- 전갱이과